# Bellator 82
Bellator LXXXII foi um evento de artes marciais mistas organizado pelo Bellator Fighting Championships, ocorrido no 30 de novembro de 2012 no Soaring Eagle Casino & Resort em Mt. Pleasant, Michigan. O evento foi transmitido ao vivo na MTV2.

## Background
O evento contou com a Final do Torneio de Meio Médios da Sétima Temporada do Bellator.
O lutador britânico Michael Page era esperado para fazer sua estréia no Bellator nesse evento, porém foi obrigado a se retirar da luta por motivos desconhecidos.